# Folk Soul
Folk Soul – album muzyczny nagrany przez amerykańskiego saksofonistę, flecistę i kompozytora Charliego Mariano podczas pobytu w Japonii. Sesja została zarejestrowana 28 lipca 1967 w Victor Studio w Tokio, a saksofoniście towarzyszyli wyłącznie muzycy japońscy. LP został wydany przez japońską wytwórnię Victor (SMJ 7460).

## Muzycy
- Charlie Mariano – saksofon altowy, flet
- Sadanori Nakamura – gitara
- Masabumi Kikuchi – fortepian
- Masanaga Harada – kontrabas
- Masahiko Togashi – perkusja

## Lista utworów
Strona A
| 1. | "Blowin' in the Wind"             |  |
|    |                                   |  |
| 2. | "Cruel War"                       |  |
|    |                                   |  |
| 3. | "Where Have all the Flowers Gone" |  |
|    |                                   |  |
| 4. | "Shenandoah"                      |  |
|    |                                   |  |
| 5. | "Yosakoi – Bushi"                 |  |
|    |                                   |  |
Strona B
| 1. | "We Shall Overcome"      |  |
|    |                          |  |
| 2. | "500 Miles"              |  |
|    |                          |  |
| 3. | "This Land Is Your Land" |  |
|    |                          |  |
| 4. | "Greensleeves"           |  |
|    |                          |  |
| 5. | "Yagi – Bushi"           |  |
|    |                          |  |